# Crassula dentata
Crassula dentata (лат.) — вид суккулентных растений рода Толстянка (Crassula) семейства Толстянковые (Crassulaceae), естественно произрастающий на территории Капской провинции Южно-Африканской Республики.

## Название
Родовое латинское название Crassula происходит от латинского слова crassus, — «толстый», в основном из-за присутствия у растений этого рода сочных листьев.
Видовой латинский эпитет dentata происходит от лат. dentatus — «зубчатый».

## Ботаническое описание
Клубневый геофит, многолетнее растение с раскидистыми, полегающими стеблями длиной 5-150(-200) мм, с сильной разветвленностью. Листья, как правило, располагаются более чем в трех парах, формируя мутовку из четырех в нижних узлах стебля. Листья лопатчатые, с черешком длиной 6-60(-70) мм (обычно вдвое длиннее листовой пластинки); пластинка широкояйцевидная, иногда округлая, размерами (3-)6-15(-20) х (3-)8-25 мм, с разнообразными формами – от тупо-острой до округлой, сердцевидной, усеченной или с более или менее клиновидным основанием. Листья цельные или зубчатые, голые или редко опушенные, зеленого цвета.
Цветки собраны в верхушечные и пазушные тирсы, каждый содержащий множество пятичленных цветков, лишенных цветоносов. Чашечка состоит из треугольно-ланцетных долей длиной 1-1,5 мм, тупо-острых, голых, маломясистых и зеленых. Венчик звездчатый, у основания едва сросшийся, чаще всего белый, иногда кремовый; ланцетные доли венчика имеют длину 2,5-3,5 мм и обычно втянуты в острые вершины, раскидистые. Тычинки с желтыми пыльниками. Чешуйки узко-продолговатые размером 0,4-0,6х0,1-0,2 мм, на вершине округлые, постепенно суженные к основанию, маломясистые и бледно-желтые.

## Распространение и экология

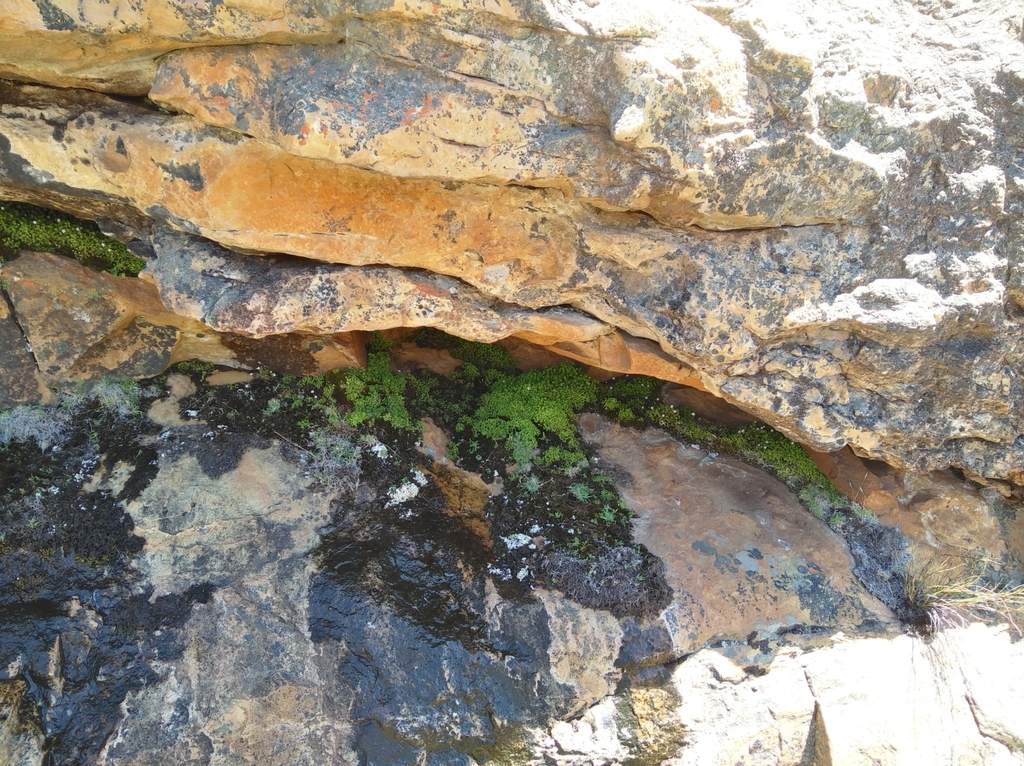
Crassula dentata под нависающими скалами

Растет во влажных местах, обычно в глубокой тени под нависающими скалами, на защищенных и влажных, каменистых склонах или в расщелинах.
Отличительной чертой этого вида является формирование мутовок из четырех нижних листьев. У растений без мутовок первые листья обычно цельные, в то время как у активно растущих растений листья вскоре становятся зубчатыми. Эти растения часто образуют небольшие клубни в пазухах листьев. Эти побеги отрываются и вскоре превращаются в новые растения.

## Таксономия
Crassula dentata Thunb., первое упоминание в Prodr. Pl. Cap.: 57 (1794).

### Синонимы
Гомотипные (основанные на одном и том же номенклатурном типе):
- Petrogeton dentatus (Thunb.) Eckl. & Zeyh.
- Purgosea dentata (Thunb.) G.Don
- Septas dentata (Thunb.) P.V.Heath

Гетеротипные (основанные на разных номенклатурных типах):
- Crassula dielsii Schönland
- Crassula marlothii Schönland
- Crassula minima Thunb.
- Crassula patens (Eckl. & Zeyh.) Endl.
- Crassula petrogeton Walp.
- Petrogeton patens Eckl. & Zeyh.
- Petrogeton typicus Eckl. & Zeyh.
- Purgosea minima (Thunb.) G.Don
- Thisantha patens Eckl. & Zeyh.